# Rubinite
La rubinite (simbolo IMA: Rbi) è un minerale e un raro nesosilicato del supergruppo del granato, oltre che del gruppo del granato, con la composizione chimica idealizzata Ca3Ti3+2Si3O12.
La rubinite si presenta sotto forma di grani tondeggianti di pochi micrometri nelle inclusioni ricche di calcio-alluminio (CAI) nelle condriti carboniose di tipo CV3. Le sue località tipo sono i meteoriti di Allende e Vigarano. La rubinite è stata uno dei primi minerali a formarsi durante il raffreddamento della nebulosa solare all'inizio della formazione del nostro sistema solare.

## Etimologia e storia
Il composto Ca3Ti3+2Si3O12 è stato sintetizzato nel 2011 da Martin Valldor, André Uthe e Reinhard Rückamp presso l'Università di Colonia.
I residui refrattari dei primi giorni del nostro sistema solare nei CAI di diverse condriti CV3, tra cui il meteorite Vingarano, sono stati studiati dal gruppo di ricerca di Chi Ma presso il California Institute of Technology di Pasadena, negli Stati Uniti. Nel 2012, sono stati in grado di rilevare una percentuale significativa di titanio trivalente (Ti3+) nel granato eringaite. Cinque anni dopo, nello stesso meteorite, riuscirono a caratterizzare un granato costituito prevalentemente dalla componente Ti3+. Hanno chiamato questo nuovo minerale del gruppo del granato rubinite in onore di Alan E. Rubin, un cosmochimico dell'Università della California, in riconoscimento dei suoi numerosi contributi allo studio dei meteoriti.

## Classificazione
La classificazione strutturale dell'Associazione Mineralogica Internazionale (IMA) colloca la rubinite nel supergruppo del granato, dove è elencata insieme a menzerite-(Y), piropo, grossularia, spessartina, almandino, goldmanite, momoiite, knorringite, uvarovite, andradite, calderite, eringaite, majorite e morimotoite, con le quali forma il gruppo del granato con 12 cariche positive sulla posizione del reticolo coordinato tetraedrico.
L'8ª edizione della sistematica minerale di Strunz, obsoleta dal 1977, non elenca la rubinite. Insieme ad almandino, andradite, calderite, goldmanite, grossularia, eringaite, henritermierite, hibschite, holtstamite, idrougrandite, katoite, kimzeyite, knorringite, majorite, morimotoite, piropo, schorlomite, spessartina, uvarovite, toturite e yamatoite (non più considerata un minerale a sé perché identica alla momoiite), con le quali formerebbe il "gruppo del granato" con il sistema nº VIII/A.08 all'interno della classe "nesosilicati".
La classificazione secondo Strunz (anche Strunz-mindat (2024)) che è continuata dal database dei minerali "mindat.org", non elenca nella sua nona edizione la rubinite. Qui, tuttavia, sarebbe classificata anche nel dipartimento dei "Nesosilicati". Questo è ulteriormente suddiviso in base all'eventuale presenza di ulteriori anioni nonché alla coordinazione dei cationi coinvolti, in modo che il minerale sia classificato in base alla sua composizione e struttura nella suddivisione di "Nesosilicati senza anioni aggiuntivi; cationi in coordinazione [6] e/o maggiore" dove, insieme ad almandino, andradite, calderite, goldmanite, henritermierite, holtstamite, katoite, kimzeyite, knorringite, majorite, morimotoite, piropo, schorlomite, spessartina e uvarovite, formerebbe il "gruppo del granato" con il sistema nº 9.AD.25. Di questo gruppo facevano parte anche i composti granati blythite, hibschite, idroandradite e skiagite, che non sono più considerati minerali. La wadalite, a quel tempo ancora raggruppata tra i granati, si è dimostrata strutturalmente diversa ed è ora assegnata a un gruppo separato con la clormayenite e la fluormayenite. D'altra parte, i granati irinarassite, hutcheonite, kerimasite, toturite, eringaite e menzerite-(Y), descritte dopo il 2001 e che dovrebbero essere smistate nel gruppo del granato.
Anche la classificazione dei minerali Dana, che viene utilizzata principalmente nel mondo anglosassone, collocherebbe la rubinite nella classe dei "silicati e germanati" e lì nella sottoclasse dei "minerali nesosilicati". Qui starebbe insieme ad andradite, goldmanite, uvarovite e yamatoite nel sistema nº 51.04.03b all'interno della suddivisione "nesosilicati: SiO4 si raggruppa solo con cationi in coordinazione [6] e/o maggiore".

## Chimica
La rubinite è l'analogo del titanio (Ti3+) della grossularia e forma cristalli misti complessi principalmente con eringaite, hutcheonite, kimzeyite e l'analogo del magnesio (Mg) della morimotoite. La composizione misurata nella località tipo Allende è
- {\displaystyle \mathrm {^{[X]}(Ca_{2,94}Na_{0,08})^{[Y]}(Ti_{1,05}^{3+}Ti_{0,66}^{4+}Mg_{0,12}Sc_{0,13}^{3+}V_{0,04}^{3+}Fe_{0,04}^{2+}Zr_{0,04}^{4+})^{[Z]}(Si_{2,38}Al_{0,38}Ti_{0,24}^{4+})O_{30}} }[2]

e può essere pensato come un cristallo misto di rubinite (52 mol-%) con il 19-mol-% di hutcheonite, il 12-mol-% di Mg-morimotoite e il 6-mol-% di eringaite.
La rubinite della località del secondo tipo, il meteorite Vigarano, contiene meno titanio, è ricca di ittrio (Y3+) e zirconio (Zr4+) e ha la composizione di:
- {\displaystyle \mathrm {^{[X]}(Ca_{1,98}Y_{0,83}^{3+}Mg_{0,28})^{[Y]}(Ti_{0,59}^{3+}Sc_{0,50}^{3+}Zr_{0,72}^{4+}Mg_{0,20}V_{0,02}^{3+}Cr_{0,01}^{3+})^{[Z]}(Si_{1,64}Al_{1,18}Ti_{0,07}^{4+}Fe_{0,06}^{2+})O_{30}} }[2]

Ciò corrisponde a una kimzeyite (36 mol-%) con circa il 30 mol-% di rubinite e il 15 mol-% di un ipotetico granato ittrio-scandio-alluminio.

## Abito cristallino
La rubinite cristallizza nel sistema cubico nel gruppo spaziale Ia3d (gruppo nº 230) con 8 unità di formula per cella unitaria. Il prodotto sintetico ha costante di reticolo a = 12,1875 Å.
La struttura cristallina è quella del granato. Il calcio (Ca2+) occupa le posizioni {\displaystyle {\ce {X}}} dodecaedriche circondate da 8 ioni ossigeno, il titanio (Ti3+) occupa la posizione {\displaystyle {\ce {Y}}} ottaedrica circondata da 6 ioni ossigeno e la posizione {\displaystyle {\ce {Z}}} tetraedrica circondata da 4 ioni ossigeno è completamente occupata dal silicio (Si4+).

## Origine e giacitura
Come l'eringaite, la rubinite è uno dei primi materiali solidi formatisi nella nebulosa presolare. Si è formato a temperature molto elevate e a bassissime fugacità di ossigeno per brinamento o cristallizzato da una fusione ricca di calcio, titanio e alluminio.
La rubinite è stata finora (2020) trovata solo in inclusioni ricche di calcio-alluminio (CAI) di condriti CV3.
Nel meteorite Vigarano, la rubinite si trova insieme a Zr-panguite, spinello e diopside ricco di davisite in aggregati di olivina ameboide.
Nel meteorite Allende, la rubinite è stata trovata nel soffice CAI AE01-01 di tipo A. Si trova qui insieme a gehlenite, perovskite, spinello, hibonite, corindone, davisite, grossmanite ed eringaite. L'istruzione secondaria comprende anorthite, grossularia e Melilite-(Na).
Nel meteorite Efremovka scoperto nel 1962 vicino all'omonima fattoria statale vicino a Pavlodarin, in Kazakistan, la rubinite è stata trovata nei CAI compatti di tipo A E101, E105 e 40E-1. Qui si presenta con la perovskite, lo spinello e la grossmanite come inclusione nella gehlenite.